# Gilbert Rey
Gilbert Rey (* 30. Oktober 1930 in Carouge) ist ein ehemaliger Schweizer Fussballspieler. Er nahm an der Fussballweltmeisterschaft 1962 teil.

## Karriere

### Verein
Rey spielte für die AC Bellinzona und Lausanne-Sports, bis er 1956 zum BSC Young Boys wechselte. Dort gewann er zwischen 1957 und 1960 viermal in Folge die Schweizer Meisterschaft und 1958 den Schweizer Cup.
1961 kehrte Rey zu Lausanne-Sports zurück, wo er 1962 zum zweiten Mal nationaler Pokalsieger wurde und ein Jahr später seine aktive Laufbahn beendete. 

### Nationalmannschaft
Rey debütierte am 19. Juni 1955 beim 0:3 gegen Spanien in einem Freundschaftsspiel im Genfer Stade des Charmilles in der Schweizer Fussballnationalmannschaft. Sein einziges Länderspieltor erzielte er am 26. April 1959 im Europapokalspiel bei der 1:5-Niederlage gegen Jugoslawien im heimischen St. Jakob-Park in Basel. Sein letztes von insgesamt sechs Länderspielen bestritt Rey am 18. Mai 1960 beim 3:1 im Freundschaftsspiel gegen die Niederlande im Züricher Letzigrund.
Anlässlich der Weltmeisterschaft 1962 in Chile berief ihn Nationaltrainer Karl Rappan in den Schweizer Kader. Rey kam jedoch in keinem der drei Gruppenspiele gegen den Gastgeber, Deutschland, und Italien zum Einsatz. Nach drei Niederlagen schied die Schweiz nach der Vorrunde aus dem Turnier aus.

## Erfolge
- Schweizer Meister: 1956/57, 1957/58, 1958/59, 1959/60
- Schweizer Pokalsieger: 1958, 1962